# 28 tháng 8
Ngày 28 tháng 8 là ngày thứ 240 (241 trong năm nhuận) trong lịch Gregory. Còn 125 ngày trong năm.

## Sự kiện
- 475 – Thượng tướng Flavius Orestes buộc Hoàng đế Tây La Mã Julius Nepos phải chạy khỏi thủ đô Ravenna.
- 1055 – Gia Luật Hồng Cơ trở thành hoàng đế thứ 8 của triều Liêu, tức Liêu Đạo Tông, chính trị quốc gia hủ bại và quốc thế dần suy lạc trong thời gian ông tại vị.
- 1789 – Trong lần đầu tiên sử dụng kính thiên văn lớn nhất thế giới đương thời, nhà thiên văn học William Herschel phát hiện ra vệ tinh Enceladus của sao Thổ.
- 1867 – Hoa Kỳ chiếm hữu rạn san hô vòng Midway, khi đó là khu vực vô chủ.
- 1898 – Caleb Bradham phát minh ra một loại đồ uống có ga mà sau đó được gọi là Pepsi–Cola.
- 1937 – Toyoda Kiichirō thành lập công ty ô tô độc lập mang tên Toyota.
- 1963 – Nhà hoạt động dân quyền Martin Luther King đọc bài phát biểu Tôi có một giấc mơ tại thủ đô Washington, D.C., Hoa Kỳ.
- 2020 – Thủ tướng Nhật Bản Abe Shinzō từ chức.

## Sinh
- 1525 – Nguyễn Hoàng, còn gọi là chúa Tiên, chúa Nguyễn đầu tiên (m. 1613).
- 1828 – Lev Nikolayevich Tolstoy, Đại văn hào Nga
- 1835 – Nguyễn Phúc Hòa Nhàn, phong hiệu Mỹ Duệ Công chúa, công chúa con vua Minh Mạng (m. 1912).
- 1938 – Paul Martin, Thủ tướng Canada
- 1977 - Hồng Ánh, nữ diễn viên người Việt Nam
- 1985 - Lê Phương, diễn viên người Việt Nam
- 1986 – Florence Welch, ca sĩ người Anh
- 1990 – Bojan Krkic, cầu thủ bóng đá người Tây Ban Nha
- 1999 – Hoàng tử Nikolai của Đan Mạch, hoàng tử của Đan Mạch

## Mất
- 430 – Thánh Augustinô thành Hippo, Giám mục, Tiến sĩ Hội thánh.
- 1832 – Lê Văn Duyệt, danh tướng và khai quốc công thần của nhà Nguyễn (s. 1764).
- 1941 – Hà Huy Tập, Tổng bí thư Đảng Cộng sản Đông Dương (1936–1938) (s. 1906).
- 1941 – Nguyễn Văn Cừ, Tổng bí thư Đảng Cộng sản Đông Dương (1938–1940) (s. 1912).
- 1941 – Nguyễn Thị Minh Khai, nhà cách mạng Việt Nam (s. 1910).
- 1987 – Hoàng Cơ Minh, Hải quân Phó Đề đốc, Chuẩn tướng Quân lực Việt Nam Cộng hòa
- 2017 – Hata Tsutomu, cựu Thủ tướng Nhật Bản (s. 1935)